# Jermain Taylor
Jermain Taylor, född 11 augusti 1978 i Little Rock, Arkansas, är en amerikansk boxare som tog OS-brons i lätt mellanviktsboxning 2000 i Sydney. Han blev professionell boxare 2001 och vann sina 25 första matcher som proffs.